# Arthur Parisius
Lodewijk Rudolf Arthur Parisius (* 23. Juli 1911 in Hannover, Para; † 14. Dezember 1963 in Hamburg) war ein niederländischer Tenorsaxophonist surinamischen Ursprungs, der unter dem Künstlername Kid Dynamite, im Jazz, im Rock ’n’ Roll und in der Unterhaltungsmusik tätig war.

## Leben und Wirken
Parisius, der bei seiner Großmutter aufwuchs, gelangte angeblich als blinder Passagier an Bord der SS De Cottica der Koninklijke Nederlandsche Stoomboot Maatschappij im Januar 1928 in den Hafen von Amsterdam. 1931 bildete er ein Neger-Duo, das gemeinsam mit Teddy Cotton auftrat und amerikanische Tänze wie den Black Bottom aufführte. In den nächsten Jahren trat er in verschiedenen Nachtclubs auf und spielte Tanz- und Unterhaltungsmusik. 1936 leitete er die Suriname Plantation Band (mit Lex Vervuurt und Walther Rens), die auch bei Radio VARA auftrat; in einem Bericht über ihn, der 1937 in der Zeitschrift Jazzwereld erschien, wurde positive Zitate über ihn von Benny Carter und Coleman Hawkins, dessen Fan er war, wiedergegeben. In den nächsten Jahren spielte er kubanische Musik mit Max Woiski in Rotterdam und Swing mit den Collegians von Lou van Rees. 1941 gründete er seine Coloured Band, bevor die Auftrittsmöglichkeiten in den Niederlanden unter der deutschen Besatzung immer schwieriger wurden. 
Nach der Befreiung spielte er für die Soldaten der Alliierten; ab 1946 gehörte er zu The Grasshoppers, mit denen er auch in der Schweiz und in Spanien auftrat. Ende 1947 gründete er Kid Dynamite and his Jungle Rhythms, mit denen er in den nächsten Jahren tätig war. 1952 spielte er in Amsterdam in einer Band um Boy Edgar als Vorgruppe zu Dizzy Gillespie und wurde von der Kritik mit Illinois Jacquet verglichen. In den nächsten Jahren arbeitete er auch mit den Skymasters für den Rundfunk und machte einige Plattenaufnahmen, unter anderem eine Version des  Banana Boat Songs. Auch trat er im Quartett mit Cees Slinger, Dick van der Capellen und Wally Bishop auf, dann mit Nedly Elstak. Mit dem Orchester von Rico Fernando tourte er auch in der Schweiz und in Deutschland. 1963 verunglückte Parisius bei einem Autounfall in Buchholz; an dessen Folgen starb er in einem Hamburger Krankenhaus.

### Postume Wirkung
1986 veröffentlichte das Surinam Music Ensemble das Album Dynamite-Cotton Legacy als Hommage an die Musiker Kid Dynamite und Teddy Cotton. 1988 wurde eine Straße in Rotterdam nach ihm benannt. Gemeinsam mit dem Surinam Music Ensemble und unter Leitung von Eddy Veldman präsentierte 1992 Hans Dulfer die Kid Dynamite Suite, die 1994 nochmal aufgeführt wurde. 
Hans Hylkema verfasste 2001 einen Dokumentarfilm über Parisius. Die aus Surinam stammende Formation Fra Fra Sound veröffentlichte 2004 unter dem Titel Kulembanban eine CD mit ihren Versionen von Kompositionen von Parisius und einigen historischen Versionen. 2013 spielte die Theatergruppe Urban Myth ihr Stück Kid Dynamite über sein Leben.